# 러시아의 경제지구
러시아는 11개의 경제지구(러시아어: экономические районы, 단수로는 экономический район)을 만들었다.  이 지역은 러시아의 연방관구와 대체로 일치한다.
1. 중앙
2. 중앙체르노젬
3. 동시베리아
4. 극동
5. 북부
6. 북캅카스
7. 북서부
8. 볼가
9. 우랄
10. 볼가뱟카
11. 서시베리아
12. 칼리닌그라드

## 같이 보기
- 러시아의 연방관구